# Mirza Ghalib
Mirzā Asadullah Baig Khān (în urdu/persană: مرزا اسد اللہ  بیگ خان), cunoscut sub pseudonimul Mirzā Ghālib sau Ghalib (ġhālib, غالب}},  însemnând dominant) iar celălalt pseudonim, Asad (اسد), însemnând "leu"), (n. 27 decembrie 1797 - d. 15 februarie 1869) a fost un poet și istoriograf indian de limbă urdu și persană.
Este considerat cel mai important poet al literaturii urdu de stil clasic.
Opera sa literară este remarcabilă prin observația subtilă a sufletului omenesc și rafinamentul artistic deosebit și constituie un veritabil document de epocă evocând o pagină din istoria dinastiei mogule din Delhi.

## Scrieri
- 1841: Culegere de poezii urdu ("Dīvān-e-Urdū")
- 1850: Soarele de amiază ("Mehr-e-n")
- 1858: Cantalupul parfumat ("Dastambū")
- 1868: Lăuta indiană ("`Ud-e-hindī")
- 1869: Sublima urdu ("Urdū-e-mu`ala")